# Suchitra Mattai
Suchitra Mattai (* 1973 in Georgetown, Guyana) ist eine US-amerikanische multdisziplinäre zeitgenössische Künstlerin südasiatischer Abstammung. Gemeinsam mit ihrem Mann Adam J. Graves ist sie für und mit dem Kurzfilm Anuja für einen Oscar nominiert.

## Biografie
Mattais künstlerische Arbeiten umfassen Gemälde, Textilarbeiten, Skulpturen und großformatige Installationen, die auf Mythen, Erinnerungen und der Geschichte ihrer Ahnen basieren und häufig zu einer kritischen Reflexion über das Erbe des Kolonialismus in der Indo-Karibik einladen. Ihre Großeltern waren Vertragsarbeiter, die unter den britischen Kolonialisten aus dem nordindischen Uttar Pradesh in den karibischen Staat Guyana verbracht wurden, um dort auf den Zuckerrohrplantagen zu arbeiten. 1974 zog Mattai mit ihrer Familie nach Kanada. Bereits als Kind lernte sie von ihren Großmüttern Nähen, Sticken und weitere handwerkliche Techniken.
Mattai besuchte die Rutgers University mit dem Abschluss BA in Statistik sowie die University of Pennsylvania mit dem Abschluss MFA und MA. Sie erhielt 2000 Stipendien für Studien am American Institute of Indian Studies in Udaipur, Indien, und 2002 am Royal College of Art in London. Des Weiteren hat sie einen MFA-Abschluss in Malerei und Zeichnen sowie einen MA-Abschluss in südasiatischer Kunst, beide von der University of Pennsylvania in Philadelphia.
Nachdem Mattai Kanada verlassen hatte, lebte sie in Denver in Colorado. Suchitra Mattai ist verheiratet mit dem amerikanischen Filmemacher Adam J. Graves. Das Paar hat einen gemeinsamen Sohn Devananda (Devan), der ebenfalls im Filmgeschäft tätig ist. Ihr derzeitiger Wohnort ist Los Angeles in Kalifornien.

## Werk
Mattais Werke umfassen eine große Bandbreite sowohl an Materialien als auch an Verfahren, von Collagen mit Drucken aus der Kolonialzeit bis hin zu großformatigen Skulpturen und Wandteppichen, die aus Saris gewebt sind, die aus dem Familienbesitz stammen. Ihre Arbeiten wurden unter anderem ausgestellt auf der Sharjah Biennial 14 (2019) in Sharjah, in den Vereinigten Arabischen Emiraten; im Museum of Contemporary Art (Chicago) (2022–2023); im Crystal Bridges Museum (2020), Bentonville in Arkansas; im Institute of Contemporary Arts in Boston (2023); im Museum of Contemporary Art in San Diego (2024); und im Kohler Arts Center (2022–2023) in Sheboygan in Wisconsin. Mattais Arbeiten sind auch Teil der Jorge M. Perez Collection, die im El Espacio 23 in Miami in Florida ausgestellt ist.

### Filme
Bei dem 2021 veröffentlichten Kurzfilm Cycle Vérité ihres Mannes trat Mattai als Ausführende Produzentin auf. In dem Film geht es um einen Englischprofessor, der auf der Suche nach seinem gestohlenen Fahrrad ist. Das führt dazu, dass er sich mit der schwierigen Beziehung zu seinem eigensinnigen Vater auseinandersetzen muss.
Für und mit dem hindisprachigen Kurzfilm Anuja sind Mattai und Graves für einen Oscar nominiert. Der Film erhielt weitere Auszeichnungen. Erzählt wird die Geschichte eines begabten neunjährigen Mädchens, das zusammen mit seiner Schwester Palak vor einer lebensverändernden Chance steht, die die Bindung der Schwestern auf die Probe stellt und den Kampf von Mädchen auf der ganzen Welt widerspiegelt.

## Filmografie (Auswahl)
- 2018: Modern Blitz (Fernsehserie, Talkshow-Gast 2018)
- 2021: Cycle Vérité (Kurzfilm; Ausführende Produzentin)
- 2024: Anuja (Kurzfilm; Produzentin)

## Auszeichnungen (Auswahl)
Foyle Film Festival 2024:
- Besondere Anerkennung in der Kategorie „Bester internationaler Film“ Suchitra Mattai, gemeinsam mit Adam J. Graves, Krushan Naik, Mindy Kaling

HollyShorts Film Festival 2024:
- Gewinner in der Kategorie „Best Live Action“ (Oscar Qualifikation) Suchitra Mattai, gemeinsam mit Adam J. Graves, gemeinsam mit Ksheetij Saini, Aaron Kopp, Krushan Naik, Michael Graves

New York Shorts International Film Festival 2024:
- Gewinner Großer Preis (Grand Prize) in der Kategorie „Bester Film“ Suchitra Mattai, gemeinsam mit Adam J. Graves, gemeinsam mit Michael Graves, Aaron Kopp, Krushan Naik

Gold List 2024:
- Gewinner Gold List Award in der Kategorie „Bester Kurzfilm“ Adam J. Graves, gemeinsam mit Krushan Naik, Suchitra Mattai, Mindy Kaling

Oscarverleihung 2025:
- nominiert Adam J. Graves und Suchitra Mattai für und mit dem Film in der Kategorie „Bester Real-Kurzfilm“